# Pokémon Go
Pokémon Go е безплатна игра за мобилни устройства, базирана на местоположението и разширена реалност, разработена от Niantic и публикувана от Покемон. Стартира през юли 2016 г. за IOS и Android устройства. Първоначално достъпна само за устройства от САЩ, като поетапно се включват възможности за игра от цял свят.
Играта позволява на играчите да улавят, да водят битки и да тренират виртуални същества, наречен покемони (Pokémon), които се появяват на екрана на устройството така, като че ли са в реалния свят, и са виртуално положени навсякъде в реални градове и населени места по света. Това се случва благодарение съвместно използване на GPS и камерата на мобилното устройство (телефон и/или таблет).
Играта е безплатна, въпреки че подкрепя покупки в приложението на допълнителни геймплей елементи.
Играта бързо се превръща в едно от най-използваните приложения за смарт устройства след стартирането си.

## Елементи на играта
Всички играчи в Pokémon Go са поканени да се разпределят по свое желание в три отбора – син (Mystic), жълт (Instinct) и червен (Valor). Трите отбора се състезават помежду си.
Покемоните по вид са над 250 вида и всеки има различни „сили“ и носи различен брой точки.
Най-често покемоните са разположени из паркове, улици, около паметници или публични сгради. Съществуват и тренировъчни площадки – gym, където те да се тренират и стават по-силни. Тренировъчните площадки са обект на желание и се водят виртуални битки за завладяването им между трите отбора.
Играчите допълнително са насърчени да се разхождат пеша в лова на покемони, с което имат възможност да имат и излюпват виртуални яйца на покемони и с това да стават по-силни в играта.

## Разпространение
В рамките на първите 24 часа след пуска, Pokémon Go оглавява американския App Store в класациите „Top Grossing“ и „безплатно“. С това става най-бързо преминалата в Топ класациите игра и в App Store и в Google Play, изпреварвайки Clash Royale. За първите два дена след пускането си е инсталирана вече на повече от 5% от андроид устройствата в САЩ. На 12 юли 2016 г. (само няколко дни след пускането си) става най-активно използваната мобилна игра в САЩ.
Към 15 юли 2016 година приблизително 1,3 милиона души я играят в Холандия, въпреки че към тази дата играта официално не е пусната за страната.